# Club Sport Herediano
El Club Sport Herediano és un club costa-riqueny de futbol de la ciutat d'Heredia.

## Història
El club es fundà per la fusió de tres clubs locals, el Club Sport Renacimiento, el Club Sport Juan J. Flores i el Club Sport Cristóbal Colón. El club nasqué oficialment el 21 de juny de 1921.

## Palmarès
- Lliga costa-riquenya de futbol:[2]
  - 1921, 1922, 1924, 1927, 1930, 1931, 1932, 1933, 1935, 1937, 1947, 1948, 1951, 1955, 1961 (ASOFUTBOL), 1978, 1979, 1981, 1985, 1987, 1992–93, 2012 Estiu, 2013 Estiu, 2015 Estiu, 2016 Estiu, 2017 Estiu, 2018 Obertura

- Lliga de la CONCACAF:
  - 2018